# إجازة فيريس بيولر
إجازة فيريس بيولر (بالإنجليزية: Ferris Bueller's Day Off) هو فيلم مراهقين كوميدي أمريكي صدر في 1986 من تأليف وإنتاج وإخراج جون هيوز.
يتبع الفيلم فيريس بيولر (ماثيو برودريك)، وهو طالب في المرحلة الأخيرة من مدرسة الثانوية، الذي يقرر عدم الذهاب إلى المدرسة وتمضية اليوم في شيكاغو مع حبيبته سلون بيترسون (ميا سارا) وصديقه المقرب كاميرون فري (ألان راك).
كتب جون هيوز السيناريو خلال أقل من اسبوع وصور الفيلم على مدى ثلاثة أشهر في 1985 بميزانية 5.8 مليون $. الفيلم يضم العديد من معالم شيكاغو مثل برج ويليس ومعهد الفن في شيكاغو. الفيلم كان رسالة حب من جون هيوز إلى المدينة. "أردت حقاً التقاط أكبر قدر من شيكاغو ما استطعت، ليس فقط ليس فقط في البنايات والمناظر الطبيعية، لكن الروح."
صدر الفيلم في 11 يونيو، 1986 وأصبح لاحقاً واحد من أعلى الأفلام ربحاً في تلك السنة واستقبله النقاد والجمهور بحماس على حد سواء. يعد إجازة فيريس بيولر واحد من أفضل أفلام المراهقين وأحد أهم أفلام الثمانينات.

## روابط خارجية
- إجازة فيريس بيولر على موقع IMDb (الإنجليزية)
- إجازة فيريس بيولر على موقع ميتاكريتيك (الإنجليزية)
- إجازة فيريس بيولر على موقع الموسوعة البريطانية (الإنجليزية)
- إجازة فيريس بيولر على موقع روتن توميتوز (الإنجليزية)
- إجازة فيريس بيولر على موقع نتفليكس (الإنجليزية)
- إجازة فيريس بيولر على موقع قاعدة بيانات الأفلام العربية
- إجازة فيريس بيولر على موقع ألو سيني (الفرنسية)
- إجازة فيريس بيولر على موقع Turner Classic Movies (الإنجليزية)
- إجازة فيريس بيولر على موقع أول موفي (الإنجليزية)
- إجازة فيريس بيولر على موقع بوكس أوفيس موجو (الإنجليزية)
- McNally، Edward (12 أغسطس 2009). "A Mirror Up To the Original Ferris Bueller". واشنطن بوست. مؤرشف من الأصل في 2018-10-16.